# アセチルセルロース
アセチルセルロース（英: acetylcellulose）はセルロースから製造される合成樹脂で、繊維や映画フィルム、録音テープのベース材として利用される。酢酸セルロース（さくさんセルロース）やセルロースアセテートなどともいう。

## 歴史と用途
世界で初めて人工的に作られた合成樹脂は、セルロースを硝酸エステルとして修飾したニトロセルロース（セルロイド）であった。しかし、ニトロセルロースは火薬・爆薬としても使われる物質であり、強い引火性・発火性を有した。そのため、より燃えにくい他の物質の開発が期待された。
アセチルセルロースは1869年にフランスのポール・シュッツェンベルジェ（フランス語: Paul Schützenberger）がセルロースと無水酢酸とから初めて製造し、1894年にイギリスのチャールズ・フレデリック・クロス（英語: Charles Frederick Cross）とエドワード・ジョン・ベバン（英語: Edward John Bevan）によりこれを製造するための脱水触媒が改良された。
グルコース単位の3つのヒドロキシ基を全てアセチル化したものはトリアセチルセルロース（セルローストリアセテート、三酢酸セルロース）と呼ばれ、当時はクロロホルムにしか溶けず紡績には利用できないとされたが、塩化メチレンに溶解することがわかり、1930年ころから特に日本において塩化メチレンを使ってアセテート繊維が紡績されている。また、第一次世界大戦中は飛行機の翼抵抗を低減させる塗料として利用された。今日では繊維用のほか、電線やコイルの絶縁体、タバコのフィルター材料として用いられている。
トリアセチルセルロースを3倍量のアセトンに20時間ほどかけて溶解し、一部のアセチル基のエステル結合を加水分解してヒドロキシ基に戻し、2,5-アセチルセルロースにしたものはアセトンによく溶けるので、これを溶剤にして乾式紡糸するとアセテート繊維が得られる。発火性はなくカーテン地などに用いられる。また、トリアセチルセルロースをプラスチックとしてフィルム・シート状に加工した素材（略称TAC）は、1990年代以降、液晶パネルの偏光板などに用いられて生産量が拡大した。TACの加工・生産方法は、かつての写真フィルムメーカーが開発を主導してきた経緯があり、2000年代初頭のメーカー別シェアは富士写真フイルムの約8割、コニカミノルタの約2割と日本企業がほとんどを占めた。映画用フィルムでも引火しにくい安全フィルムとして長く用いられてきたが、特に日本のような湿度の高い環境では長期保存すると加水分解して劣化する問題（生じた酢酸の臭いから「ビネガーシンドローム」と呼ばれる）が明らかになり、過去の映像資産が失われる危険が生じている。
一方で、20世紀後半からは、アセチルセルロースはバイオプラスチックとして再評価されるようになった。アセチルセルロースの成分はいずれも天然に存在し、土中や海水中で分解されるため、高い生分解性を持つとされている。さらに、セルロース誘導体を参考に、他の多糖誘導体も熱可塑性樹脂（バイオプラスチック）として研究されるようになった。
古生物の植物化石研究法にアセチルセルロース樹脂のシート、つまりアセテートフィルムを利用したピール法というものがある。

## 性質

### 加水分解
高温・高湿度条件下、またはPH2～10の水中によりアセチルセルロースは酢酸エステル結合が加水分解され、セルロースと酢酸に分離される。

### 生分解性
アセチルセルロースはPH2～10の水中により加水分解を受けて低分子化され、最終的には二酸化炭素と水にまで分解される。PH8〜8.5を保つ海洋中では約2年間でセルロースと酢酸に分離され、続いてセルロースの生分解が起こり、遅くとも3年以内には全体の生分解が進む。このため、アセチルセルロースの海洋中での生分解性の高いと考えられている。
アセチルセルロースはこうした性質から、生分解性材料の重要性が認識される現代において、再びプラスチック（バイオプラスチック）として脚光を浴びている。